# Sanhaço-cor-de-fogo
O sanhaço-cor-de-fogo (Piranga bidentata), anteriormente conhecido como sanhaço-de-dorso-listrado, é uma ave canora americana de tamanho médio da família Cardinalidae. É encontrado desde o México em toda a América Central até o norte do Panamá e ocasionalmente nos Estados Unidos; quatro subespécies são reconhecidas. Possui 18 a 19cm de comprimento, sendo o macho predominantemente vermelho-alaranjado enquanto a fêmea amarelo-alaranjada.

## Taxonomia e sistemática
O naturalista inglês William John Swainson descreveu a saíra cor de chama em 1827 a partir de material coletado por William Bullock e seu filho de um espécime de Temascaltepec, no México. O ornitólogo francês Frédéric de Lafresnaye descreveu a Piranga sanguinolenta como uma espécie separada em 1839, embora as duas fossem geralmente consideradas coespecíficas no final do século XIX.
Um estudo genético de 2019 usando DNA mitocondrial mostrou que o sanhaço-cor-de-fogo era o táxon irmão da Sanhaço-ocidental (P. ludoviciana).
O sanhaço e as outras espécies do gênero Piranga foram originalmente colocadas na família Thraupidae, os "verdadeiros" sanhaços. Desde aproximadamente 2008, eles foram colocados em sua família atual.
O sanhaço tem quatro subespécies reconhecidas, a nomeada Piranga bidentata bidentata, P. b. flammea, P. b. sanguinolenta, e P. b. citrea.

## Descrição
O sanhaço-cor-de-fogo possui 18 a 19cm de comprimento. Pesa 33,3 a 39,4g e o P. b. flammea 32 a 48,4g. A cabeça e as partes inferiores do macho indicado são vermelho-alaranjadas, tornando-se mais amarelas em direção à área da cloaca. Tem uma mancha marrom abaixo do olho, do bico até atrás do olho. O manto e o dorso são laranja-escuro com tonalidade oliva; a garupa é mais pálida com poucas ou nenhumas estrias. A fêmea tem um padrão semelhante, mas a cabeça e o ventre são amarelos e o dorso é verde-oliva com listras pretas. O macho P. b. flammea é um vermelho-alaranjado mais pálido do que o nome. P. b. sanguinolenta também é semelhante ao nome, mas a cabeça e as partes inferiores são de vermelho brilhante a vermelho-alaranjado. P. b. citrea é mais pálida e mais laranja abaixo em comparação com o nome.

## Distribuição e habitat
As subespécies do sanhaço-cor-de-fogo são encontradas assim: 
- P. b. bidentata, principalmente dos estados de Sonora e Chihuahua, no oeste do México, ao sul de Guerrero e do leste para perto da Cidade do México. Ocasionalmente atinge o sul do Arizona e com menos frequência o oeste do Texas.
- P. b. flammea, estado mexicano de Naiarite e Islas Marías.
- P. b. sanguinolenta, dos estados de Nuevo León e Tamaulipas no leste do México ao sul através da Guatemala, Honduras e El Salvador até o centro-norte da Nicarágua.
- P. b. citrea, Costa Rica e oeste do Panamá.

A saíra cor de chama habita o dossel da floresta montana úmida e grandes árvores em áreas não florestadas, como pastagens, plantações de café e jardins. Em grande parte de sua área de distribuição, também é encontrado em florestas abertas de carvalhos e pinheiros. Geralmente é uma ave das montanhas, mas pode ser encontrada perto do nível do mar na Guatemala. No México varia de 800m a treeline e no Panamá vive a 1200m e superior. Na encosta do Caribe na Costa Rica varia de 1850 a 2850m e na encosta do Pacífico pode ser encontrado tão baixo quanto 900m. É em grande parte residente, mas pode buscar elevações mais baixas no inverno. Aqueles encontrados nos Estados Unidos são errantes antes e depois da reprodução e raramente nidificam, com vários avistamentos e um espécime coletado no Texas.

## Comportamento

### Alimentação
A dieta é composta por pequenos artrópodes e uma variedade de bagas. Geralmente forrageia sozinho ou em pares, mas junta-se a bandos forrageiros de espécies mistas. Embora geralmente cace pelas copas das árvores, também sai em busca de insetos voadores e às vezes desce próximo ao solo para colher frutas. Foi relatado enxames de emboscadas de formigas de correição (Eciton burchellii) carregando larvas e pupas de vespas e comendo formigas e vespas. O status predatório desta ave foi documentado para atacar certos tipos de artrópodes encontrados dentro do dossel de Sonora enquanto mergulha para pegar insetos e muitas vezes aqueles que são carregados por formigas de correição.

### Reprodução
O ninho  é um copo aberto de material bastante grosseiro forrado com grama fina; pode ser colocado em folhagem densa ou em árvores ou arbustos isolados em uma área mais aberta. A reprodução foi documentada em abril e maio.

### Vocalização
O canto da sanhaça cor de fogo é semelhante ao de um vireo, um "rico, musical... 'chewee-very-vire, chewee-very-vire-very, cheery-cheweea ...'". Sua chamada é "per-dick" ou "chi-dick".

## Status
A IUCN avaliou como sendo de menor preocupação. A espécie ocorre em várias áreas protegidas e é "menos sensível à perturbação ambiental do que muitas espécies".